# 九七式軽装甲車
九七式軽装甲車 テケ（きゅうななしきけいそうこうしゃ -）は、1930年代中後期に開発・採用された大日本帝国陸軍の装甲車。

## 概要

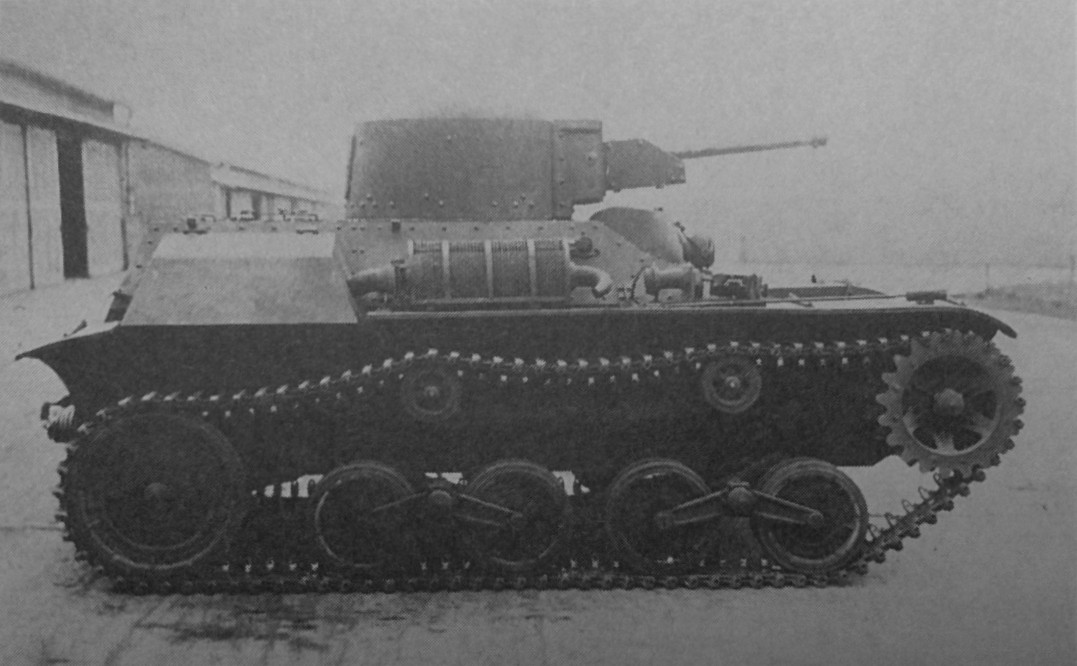
九七式軽装甲車（砲搭載型）側面

日中戦争（支那事変）当時まで、手軽な豆戦車として使用され陸軍の機械化に大いに貢献した九四式軽装甲車（TK車）であったが、様々な欠点があった。そこで、後継となる改良型として開発されたのが本車（テケ車）である。
試作は、池貝自動車（現在の小松製作所川崎工場）が担当した。これは日本陸軍が戦車を三菱と日立にのみ作らせる方針のため、装甲車を他の企業に任せたためである。試作車は二形式が製造された。第一案は、操縦席右側に並列配置のフロントエンジン型（1937年9月完成）、第二案は通常のリアエンジン型（1937年11月完成）であった。フロントエンジンにすると、エンジンの高さに制約を受けること、車長と操縦手の連携が（騒音で）悪くなること、夏季に車内が（特に操縦席が）熱くなりすぎること、などから、リアエンジン型となった。

### 改良点
1. 九四式における車体後部砲塔内左側の車長と車体前部右側の操縦手との間の意思疎通の問題を改善するために、九七式では操縦手席の位置を車体前部左側に移設。これにより、車体中部砲塔内左側の車長との間での意思疎通が円滑となった。
2. 基本的に武装は機関銃のみの九四式と違い、生産数の1/3ほどに九四式三十七粍戦車砲または九八式三十七粍戦車砲を搭載。砲搭載型は主に小隊長車にあてられた。砲塔は旋回ハンドルを用いた手動旋回式であり、主砲の俯仰や照準は肩当て式であった。均質圧延装甲（RHA）に対し、主砲の貫徹力は300 mで25 mmであった。他に、九四式と同じく、砲塔と車体の各部にピストルポート（拳銃を撃つための穴）が設けられ、近接攻撃を仕掛けてくる敵兵に対応した。
3. エンジンを燃え易く燃料消費が大きいガソリンエンジンから、燃え難く燃料節約にもなるディーゼルエンジンに変更。空冷ディーゼルエンジン65馬力で、車両重量の増加にもかかわらずトン当たり馬力は12から13.7馬力になった。消音器（マフラー）は戦闘室右側面に1つ配置されていた。燃料タンク搭載容積は91Lであった。
4. エンジンが、操縦手の左方に剥き出しに搭載されていた九四式と違い、車体後部に搭載され、機関室と戦闘室が区切られた。また車両自体が大きくなり、室内が広くなった。これらは搭乗環境の向上に役立った。
5. 一部車両には九四式四号丙無線機等の車両無線機が搭載されていた。
6. 砲塔後部に展望窓が設置。また各部のスリット（外を見るため車体各部に開けられた横に細長い穴）には防弾ガラスがつけられ、破片などで負傷する心配がなくなった。
7. 履帯をセンターガイド方式に変更し、外れにくくした。

「乗員2人では少なすぎる」という指摘に関しては、もし乗員を追加して3人にすると当然重量が増加する上に、既に乗員3人・37mm砲装備の九五式軽戦車（ハ号）が採用されている以上、類似する車両を開発・採用する意味がない、ということで見送られた。
重量は増加したが、それでも砲搭載型で自重4.25 t、全備重量4.75 tと、標準的な貨物船の5 tクレーンの範囲内であり、特別な機器を用いずに上陸できた。このことは一部戦線において非常に重要であった。

### 欠点
1. 足回りが弱く、よく折損した[要出典]。
2. 履帯がよく外れた[要出典]。
3. 信地旋回ができず、旋回半径5 mを要した[要出典]。
4. 車体全体に曲面や被弾経始を採用したため、生産性が悪かった[要出典]。

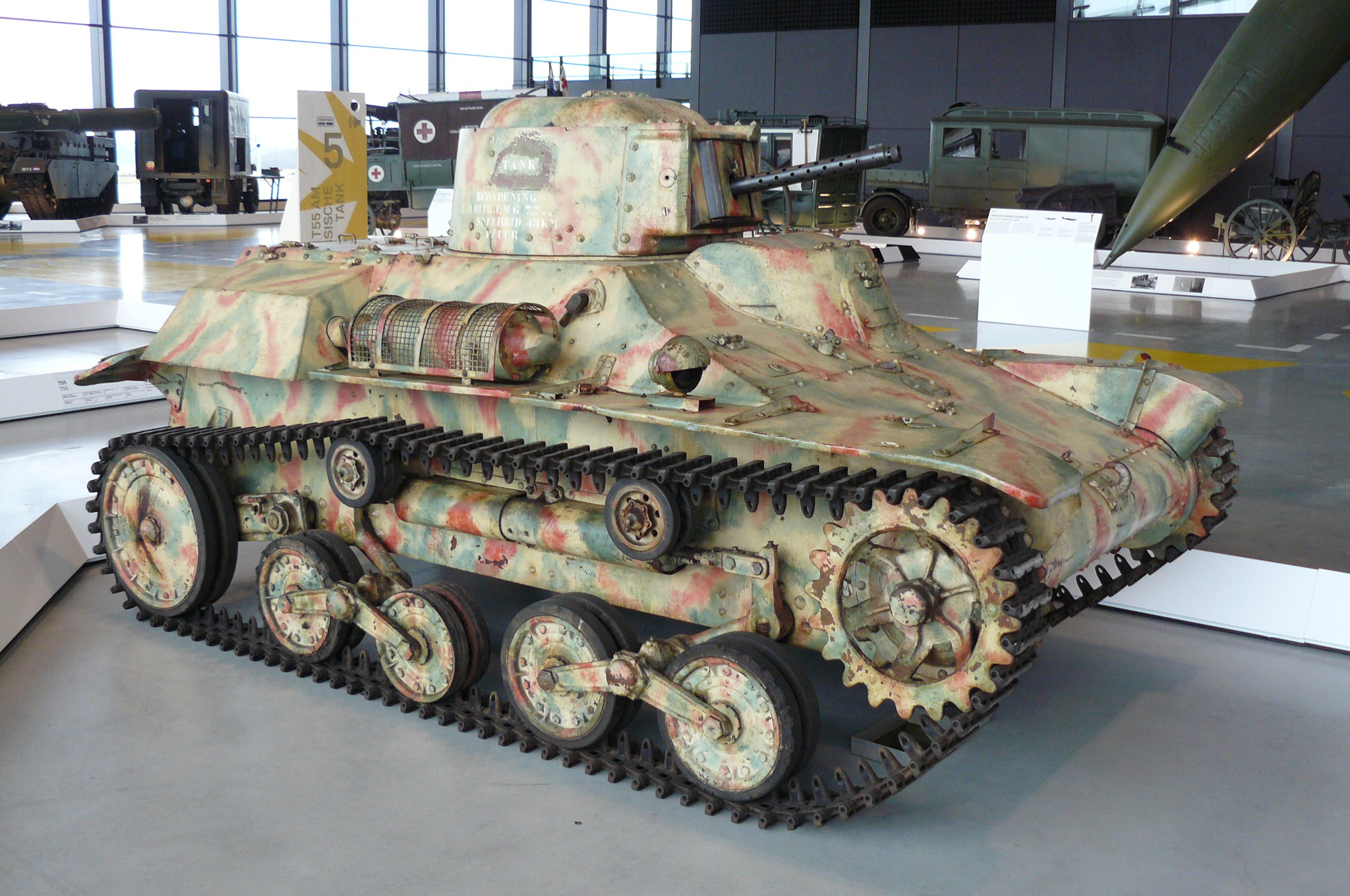
機関銃搭載型
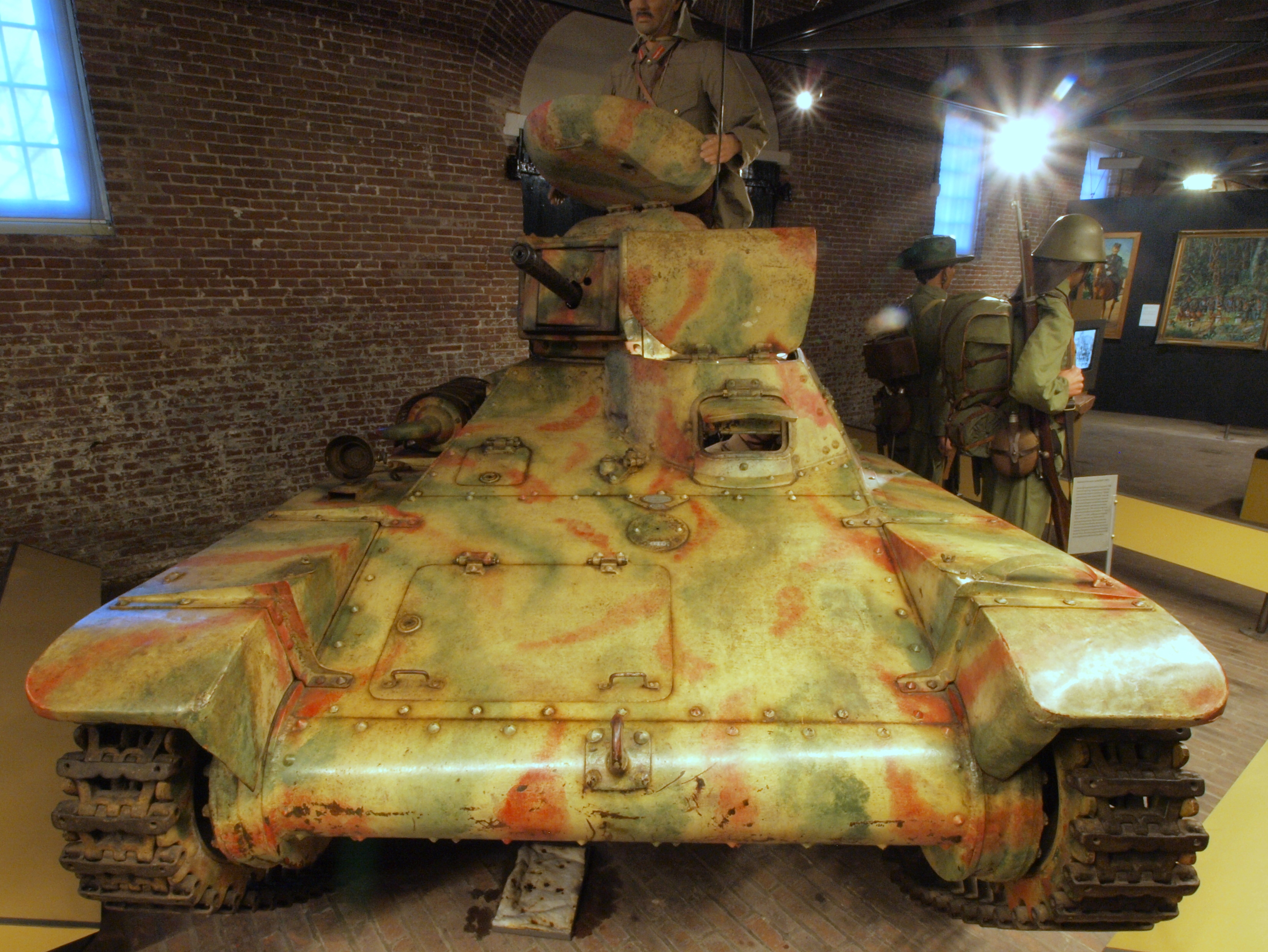
同左
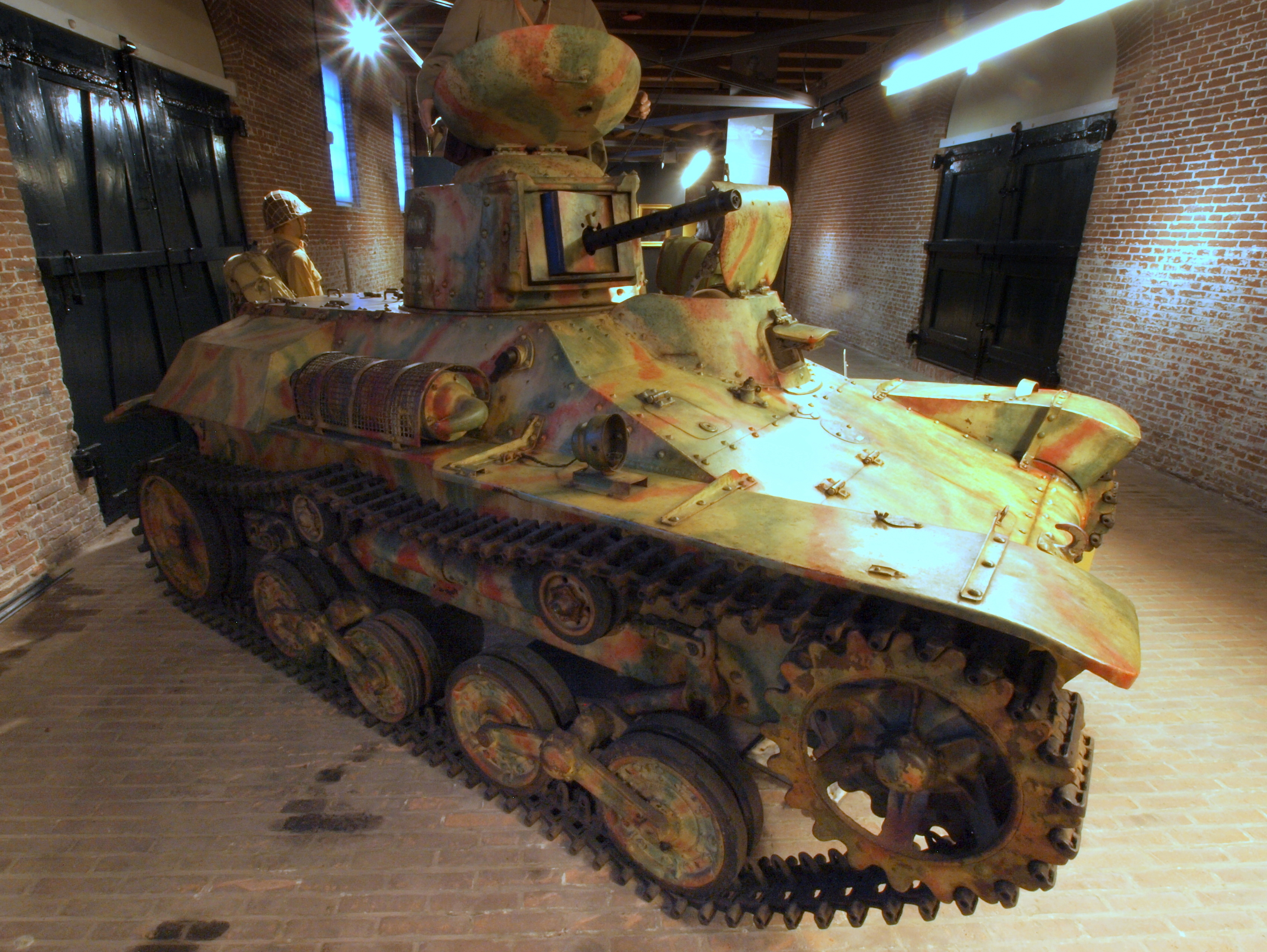
同左
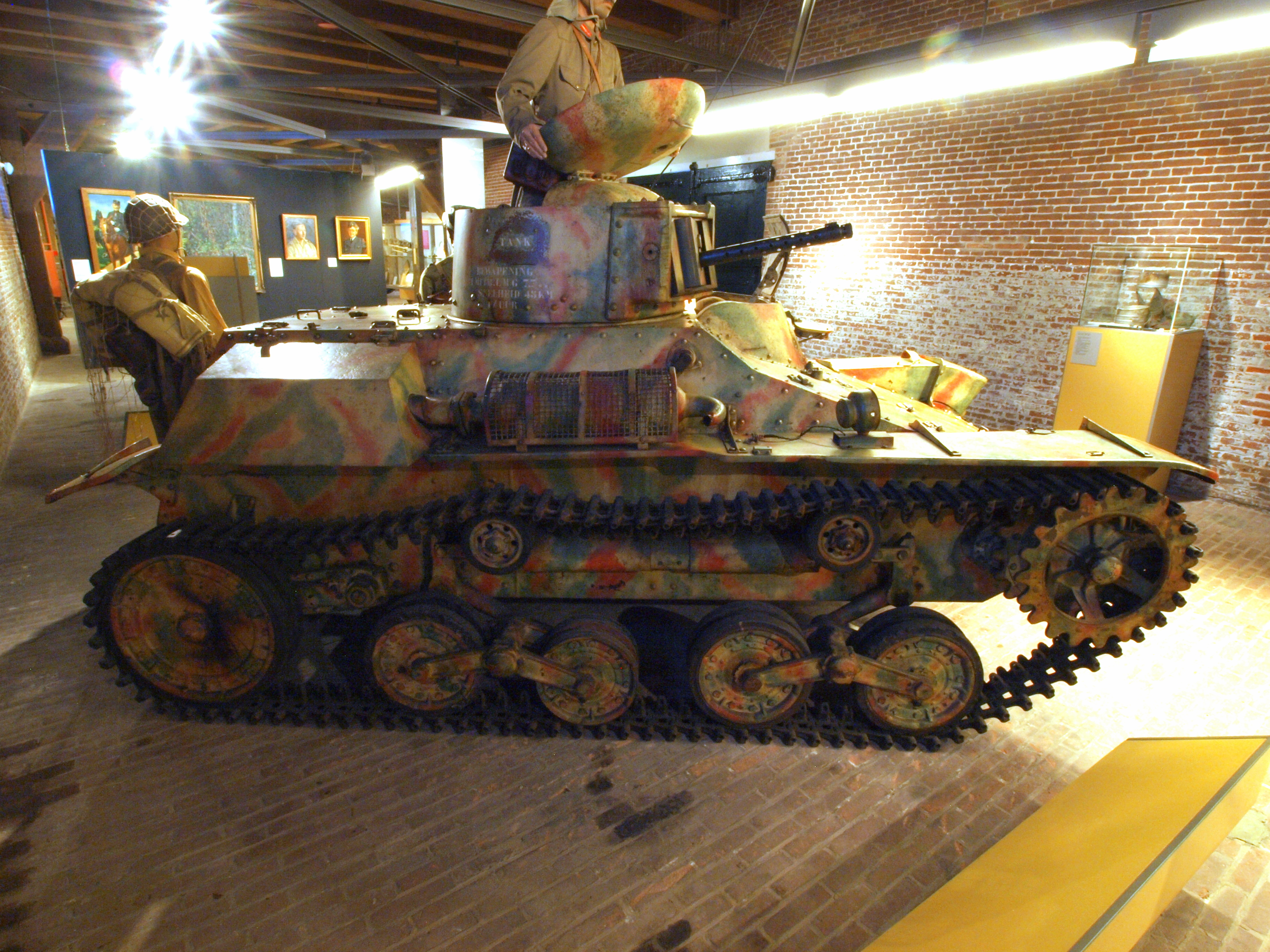
同左
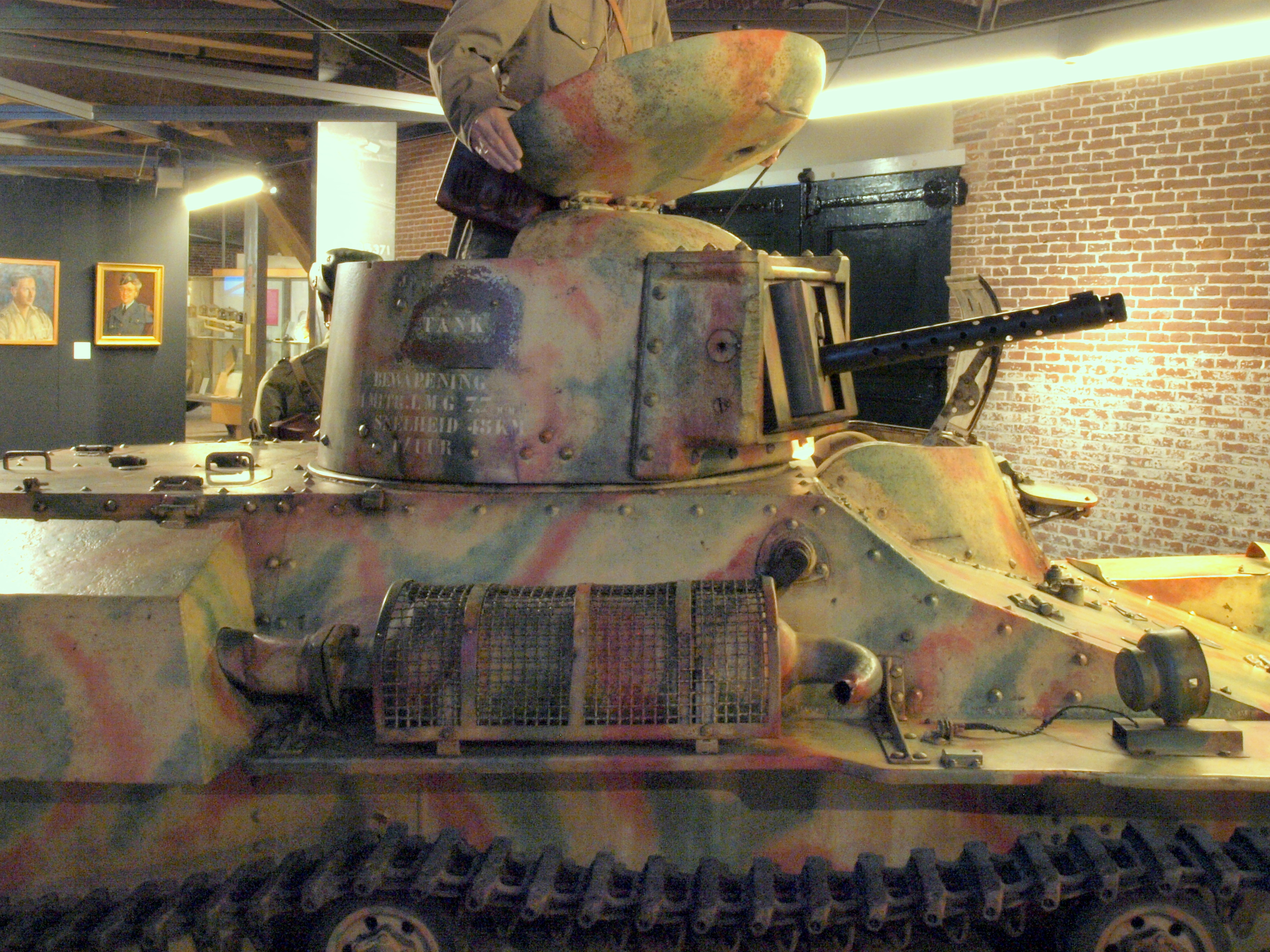
同左
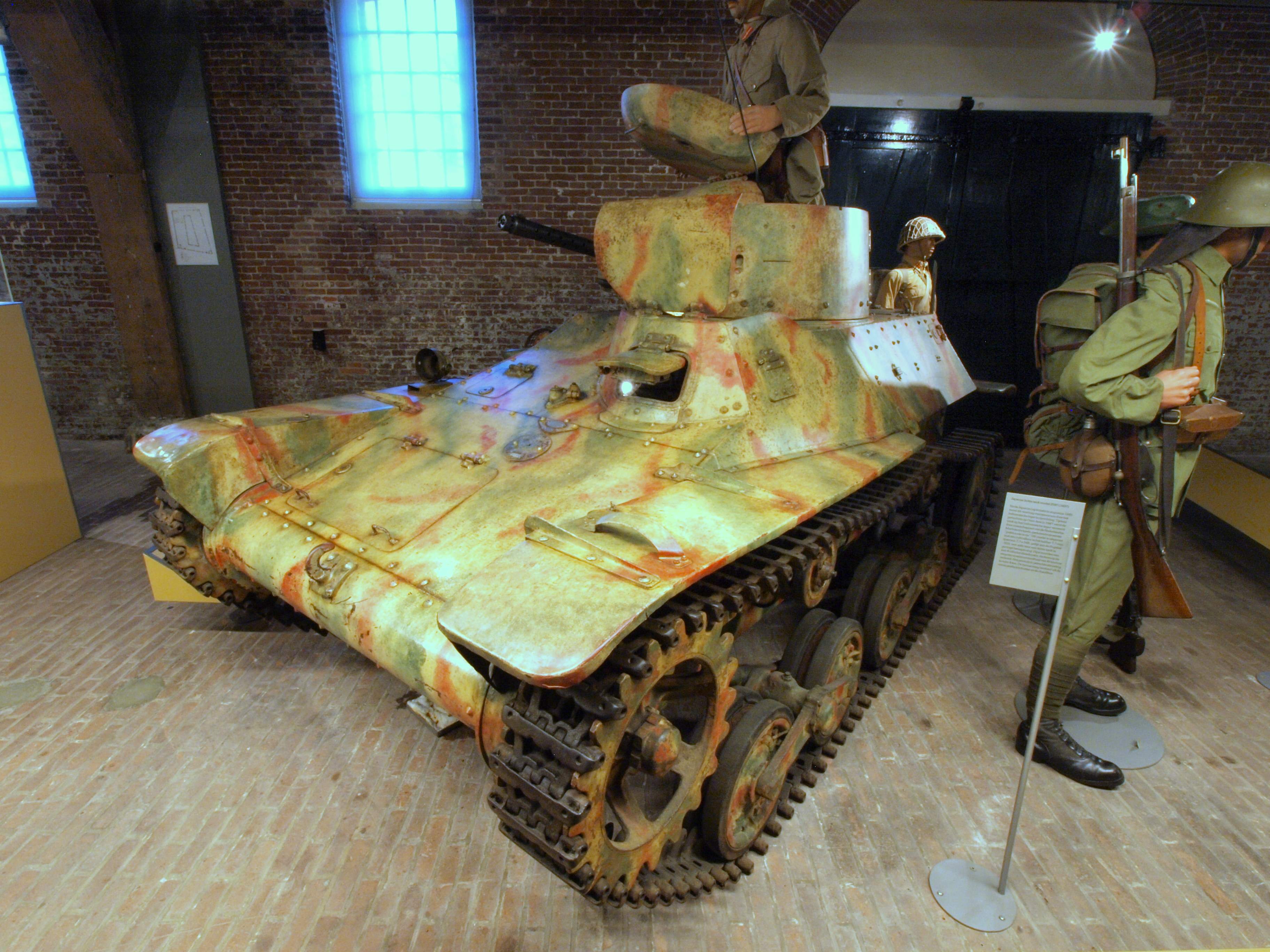
同左

## 実戦

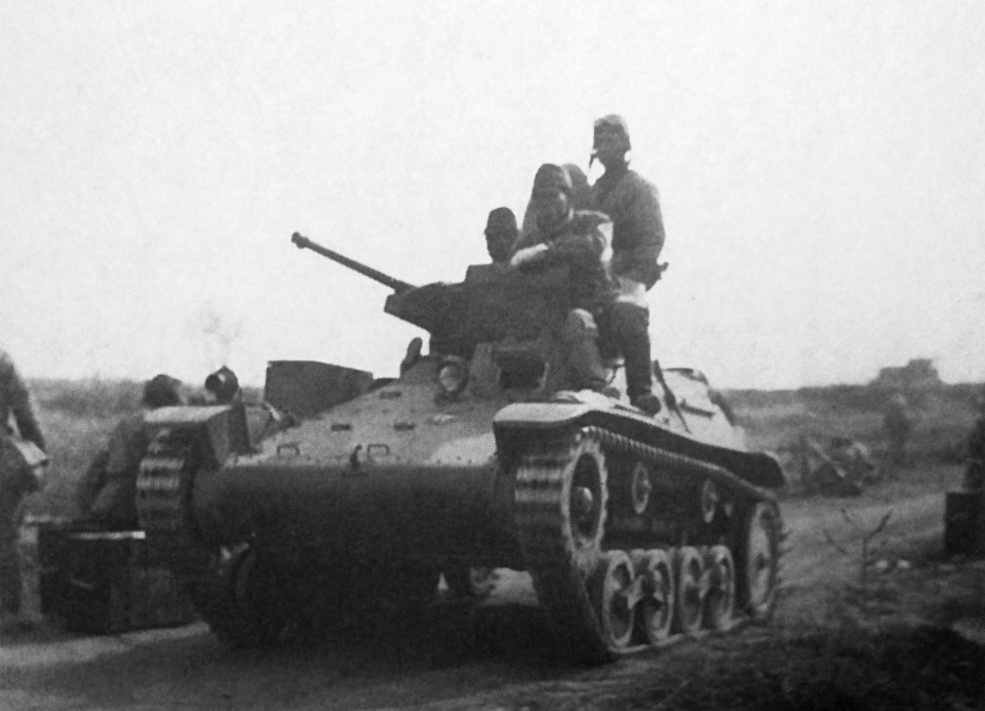
中国戦線における九七式軽装甲車（砲搭載型）

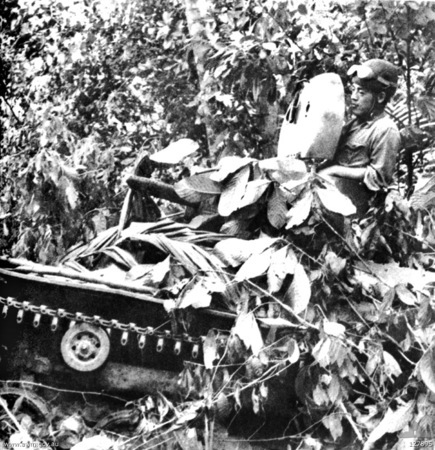
マレー作戦における九七式軽装甲車（機関銃搭載型）

本車は主に師団の捜索連隊に配備された。これは騎兵連隊を改編し編成された機動偵察部隊であり、本格的な戦闘を想定していないため、軽装甲、2人乗りの本車でも活躍できた。それ以外にも、戦車連隊など多くの部隊で連絡用などとして使用され、また海軍陸戦隊にも供与されている。1939年（昭和14年）のノモンハン事件では、戦車第3連隊に配備された本車が初陣を経験している。
太平洋戦争緒戦において、南方作戦各戦線で本車が活躍した。以下では、代表的な戦闘を紹介する。
- 1941年（昭和16年）12月11、12日 - マレー作戦における佐伯挺進隊

開戦の12月8日に、マレー作戦のため海上侵攻した第5師団は、いち早く上陸した捜索第5連隊主力（3個中隊からなり、うち1個中隊が九七式軽装甲車8両装備。残りは自動貨車や自転車装備）を、師団の先鋒としてタイ=マレー間国境線の偵察に向かわせた。捜索連隊は偵察の結果、防御が薄いのを見て取り、そのまま迅速に国境を突破した。
この成功を受け、捜索連隊の指揮下に戦車第1連隊第3中隊（九七式中戦車（チハ車）10両、九五式軽戦車2両装備）などを加え、連隊長佐伯静雄中佐を長とする特別挺進隊を編成し、イギリス軍の一大防御陣地「ジットラ・ライン」の突破に当たらせた。11日夜に戦車を先頭に夜襲を敢行、激しい反撃を受けるも翌日夜明けまでに陣地の一角を占領した。さらに突入隊支援のため装甲車8両から九七式車載重機関銃を下ろして歩兵化し、臨時機関銃中隊を編成、その掩護の下で攻撃を継続したところ、同日夕方イギリス軍は陣地から撤退した。佐伯挺進隊は隊員581人中200名近い大損害を出したが、「3ヶ月はもつ」といわれた強固な陣地をわずか1日で突破したのである。
- 1941年（昭和16年）12月24、25日 - フィリピン攻略戦における捜索第16連隊第3、第4中隊

フィリピン攻略のため12月24日にラモン湾に上陸した捜索第16連隊（装甲車10両）は、上陸に難航する師団主力部隊に先立ち、アチモナン＝ルセナ間の道路を挺進し橋に仕掛けられた爆薬を除去した。途中で自動貨車を伴ったアメリカ極東陸軍部隊と遭遇したが、尖兵部隊の加入でこれを撃退できた。さらに進むうち、別のアメリカ軍部隊と交戦し、先頭を進んでいた第3中隊長菊間中尉が狙撃されて戦死した。損害を出しながらも、連隊はその後もタヤバス山系まで前進し、同連隊の活躍により、軍主力の進出は容易になった。
初期の侵攻作戦では軍主力に先立つ戦闘で活躍した本車だが、所詮は豆戦車であり限界があった。戦況の悪化と共に侵攻作戦が行われることも少なくなり、島嶼の防御戦が中心となると、真価である機動力の発揮ができなくなった捜索連隊自体も次々と縮小されていった。しかし、その後も本車は各地で貴重な機甲戦力として防衛戦に参加した。
戦後、国内に残った車両は大部分が解体されたが、一部は武装を撤去した後、ドーザーキットを装着しブルドーザー（更生戦車）として戦後復興に活躍した。また中国大陸に残された車両は1945～49年にかけての国共内戦において両勢力で使用された。

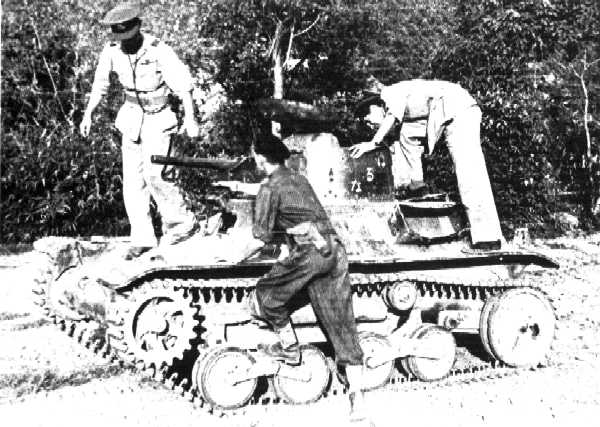
ビルマ戦線で鹵獲され調査を受ける九七式軽装甲車
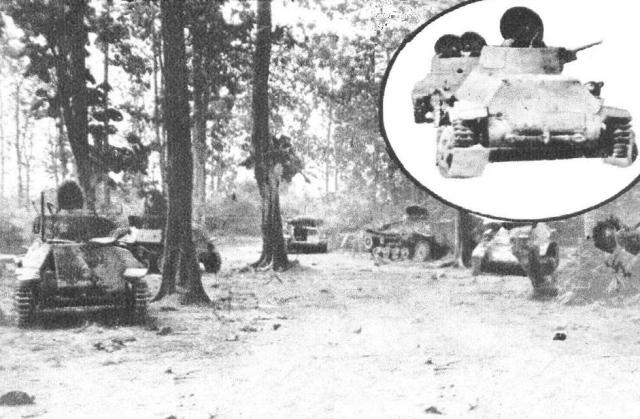
ビルマ戦線（断作戦）で大量に鹵獲された九七式軽装甲車
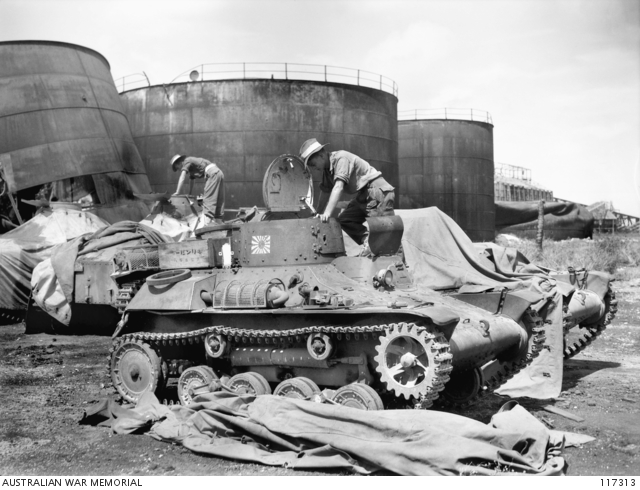
オーストラリア軍に接収された九七式軽装甲車

## バリエーション
九八式装甲運搬車（ソダ車）
豆戦車化した本車に代わり、本来の弾薬運搬仕様として別に制式化。トレーラーを牽引する方式の九四式軽装甲車とは異なり、車体後部が荷台になっている。
一〇〇式観測挺進車（テレ車）
砲兵部隊用に前線で弾着観測を行う車両。上記の九八式装甲運搬車を原型として開発された。
試製速射砲搭載軽装甲車（ソト車）
砲塔を撤去した本車の車台の上面を平らにして九四式三十七粍砲を車輪や脚付きでそのまま搭載した車輌。
全装軌車搭載型 キト
砲塔を撤去して九八式二十粍高射機関砲を搭載した車輌。
試製指揮車
九四式軽装甲車の銃塔を搭載。車体前面左側に九四式三十七粍戦車砲を固定式に装備した指揮車型。

## 現存車両

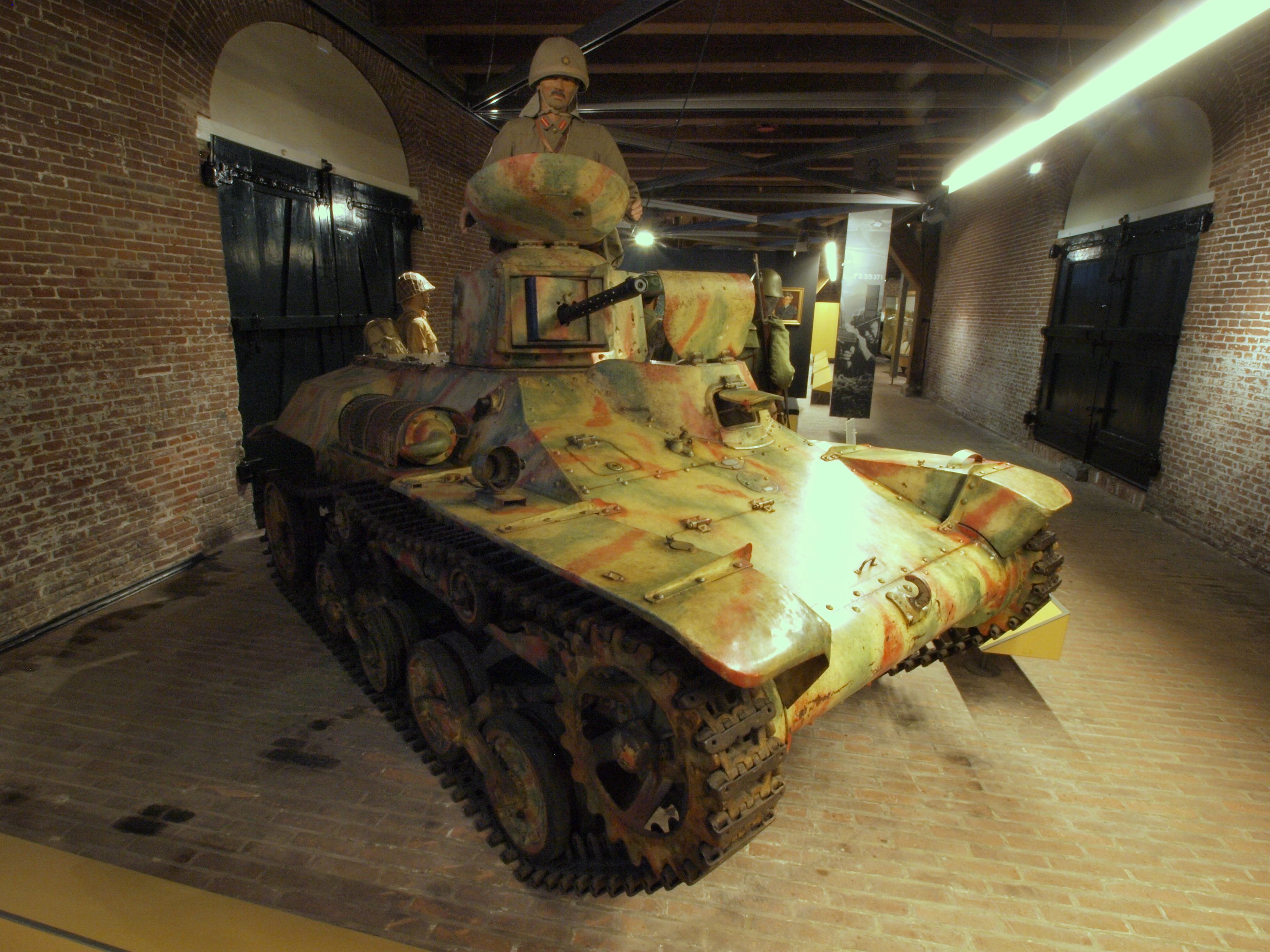
王立オランダ陸軍博物館の九七式軽装甲車（機関銃搭載型）

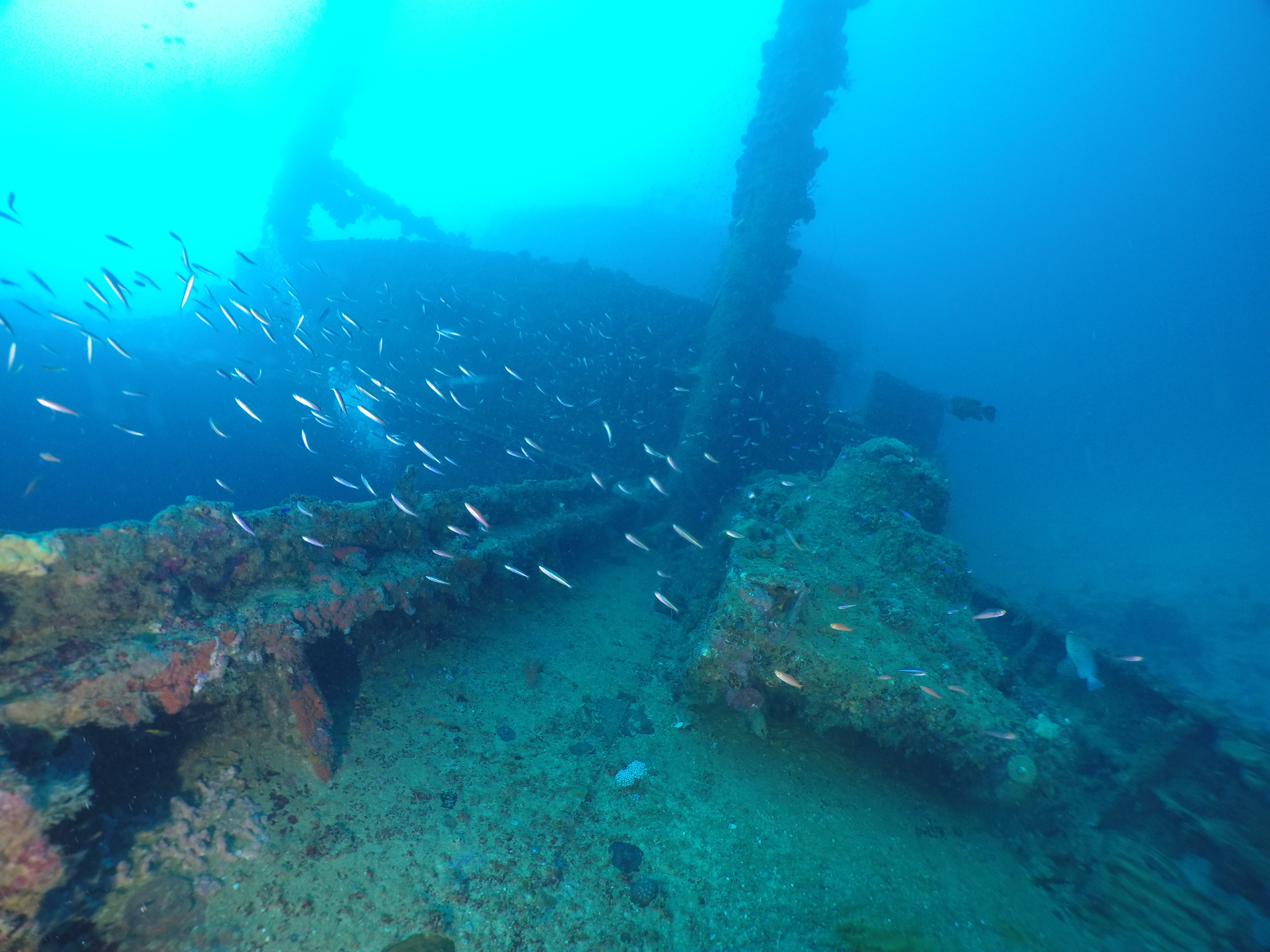
ミクロネシア連邦チューク州の海に沈む日豊丸の甲板に残る九七式軽装甲車（写真右）

日本国外の以下の博物館が収蔵している他、多数が現存している。
クビンカ戦車博物館（ロシア）
砲搭載型
オーストラリア陸軍戦車博物館（オーストラリア）
砲搭載型
王立オランダ陸軍博物館（オランダ）
機関銃搭載型(実際の本車とは異なる機銃を搭載している。)

## 登場作品

### 漫画・アニメ
『ガールズ&パンツァー リボンの武者』
主人公の鶴姫しずかと松風鈴が使用する戦車として登場。

### ゲーム
『World of Tanks』
日本ツリーのプレミアム車両として「九八式三十七粍戦車砲」を装備し、「Type 97 Te-Ke」という名前でティア2軽戦車として登場。